# Petite Rivière de la Capesterre
La Petite Rivière de la Capesterre ou rivière Moudong est un cours d'eau de Guadeloupe prenant sa source dans le parc national de la Guadeloupe entre le morne Carmichaël et le Morne du Col, et se jetant dans la Grande Rivière de la Capesterre.

## Géographie
Elle prend sa source entre le morne Carmichaël et le morne du Col par 1 342 m d'altitude et rejoint la Grande Rivière de la Capesterre après un cours d'environ 4 km. Son cours est alimenté par de très nombreuses ravines,,.

## Histoire
Aux environs de sa source, après avoir parcouru son cours boueux sur 600 m, elle abrite sur sa gauche l'épave d'un DC3 qui s'y est écrasé le 9 septembre 1971. Le Douglas R4D-6 (DC3) immatriculé 8P-AAC de la Carib West Airways, en vol entre Trinidad et l'aéroport de Canefield en Dominique, en raison d'une arrivée tardive et de l'absence d'un balisage de nuit en Dominique, se déroute vers l'aéroport du Raizet en Guadeloupe mais percute la montagne. L'épave est localisée le 13 septembre 1971. Les sauveteurs y retrouvent les corps des deux pilotes écrasés par leur chargement composé de 800 kg de pièces en cuivre pour bateau, d'une tonne de pain de mie et de poulet vivants,.

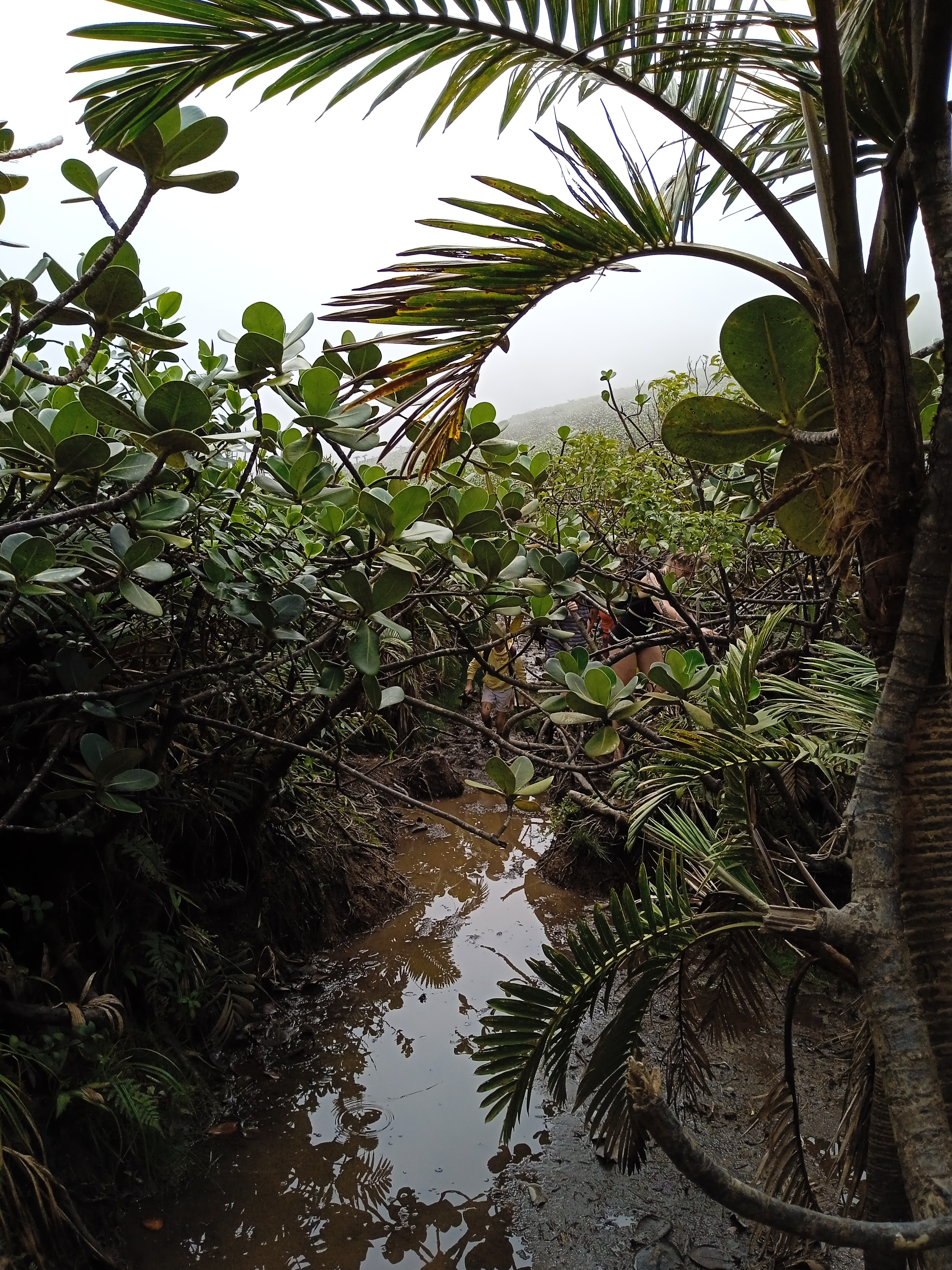
Petite Rivière de la Capesterre.
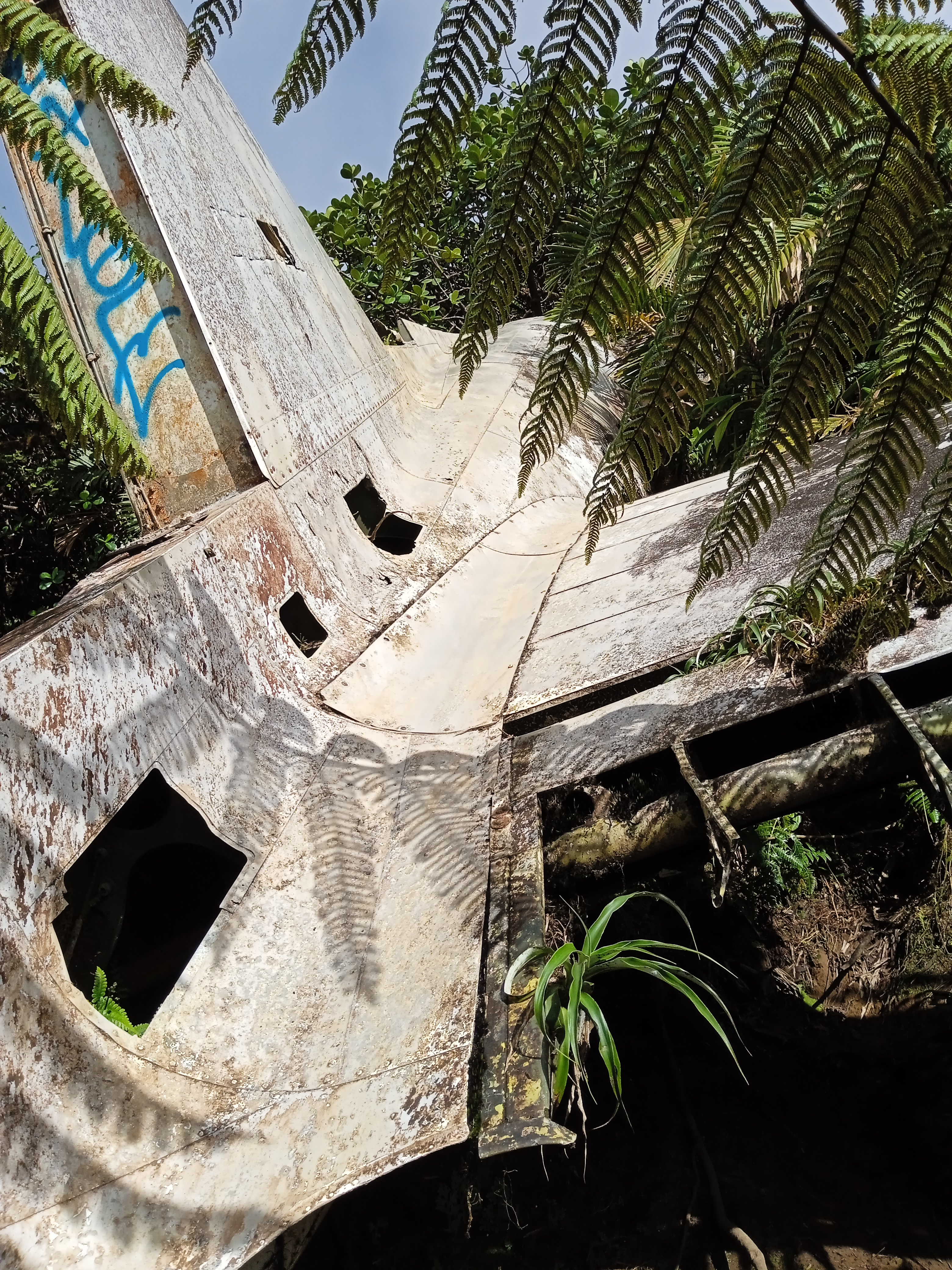
Queue de l'Épave du Douglas R4D-6 (DC3).
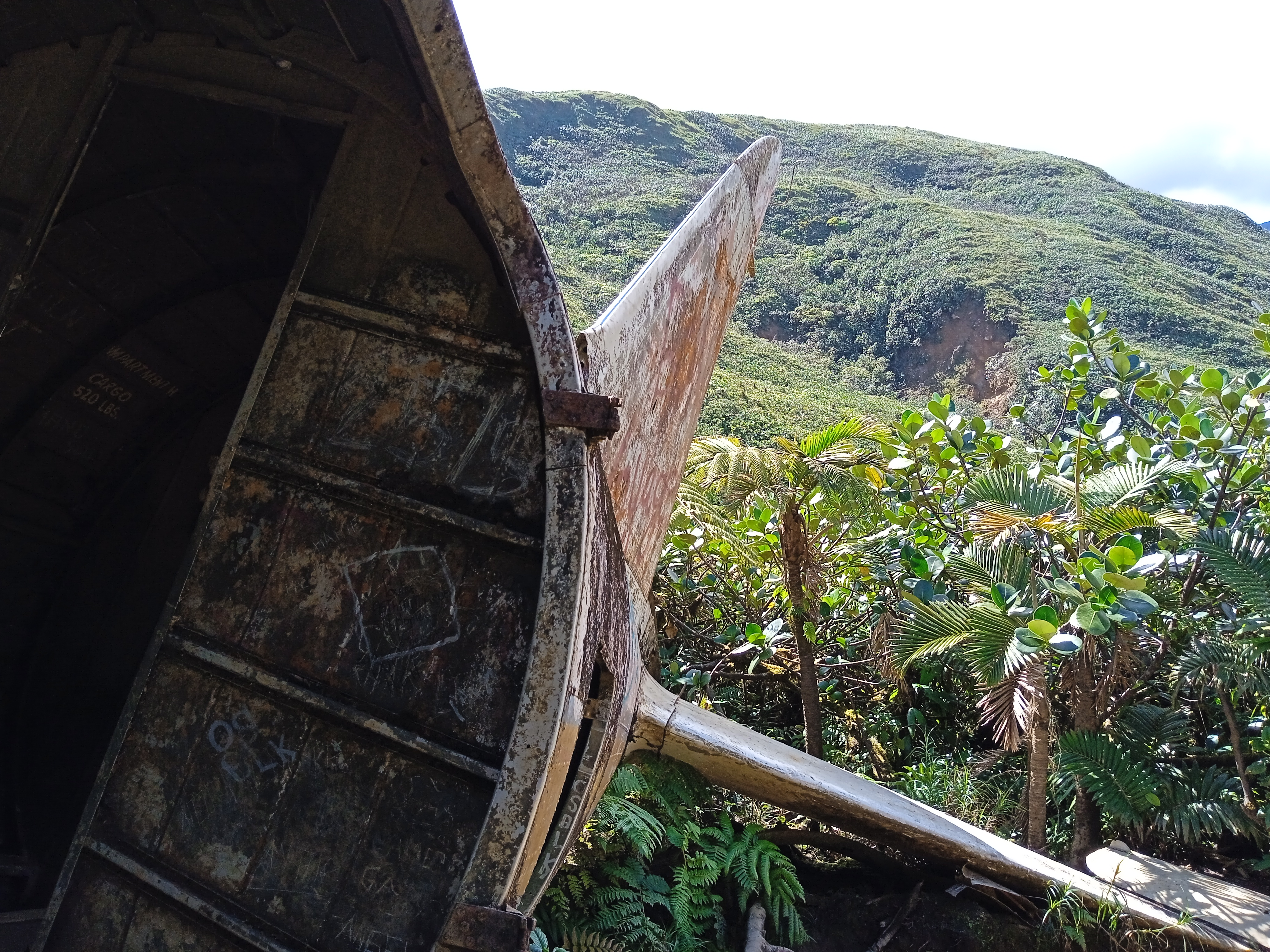
Épave du Douglas R4D-6 (DC3).
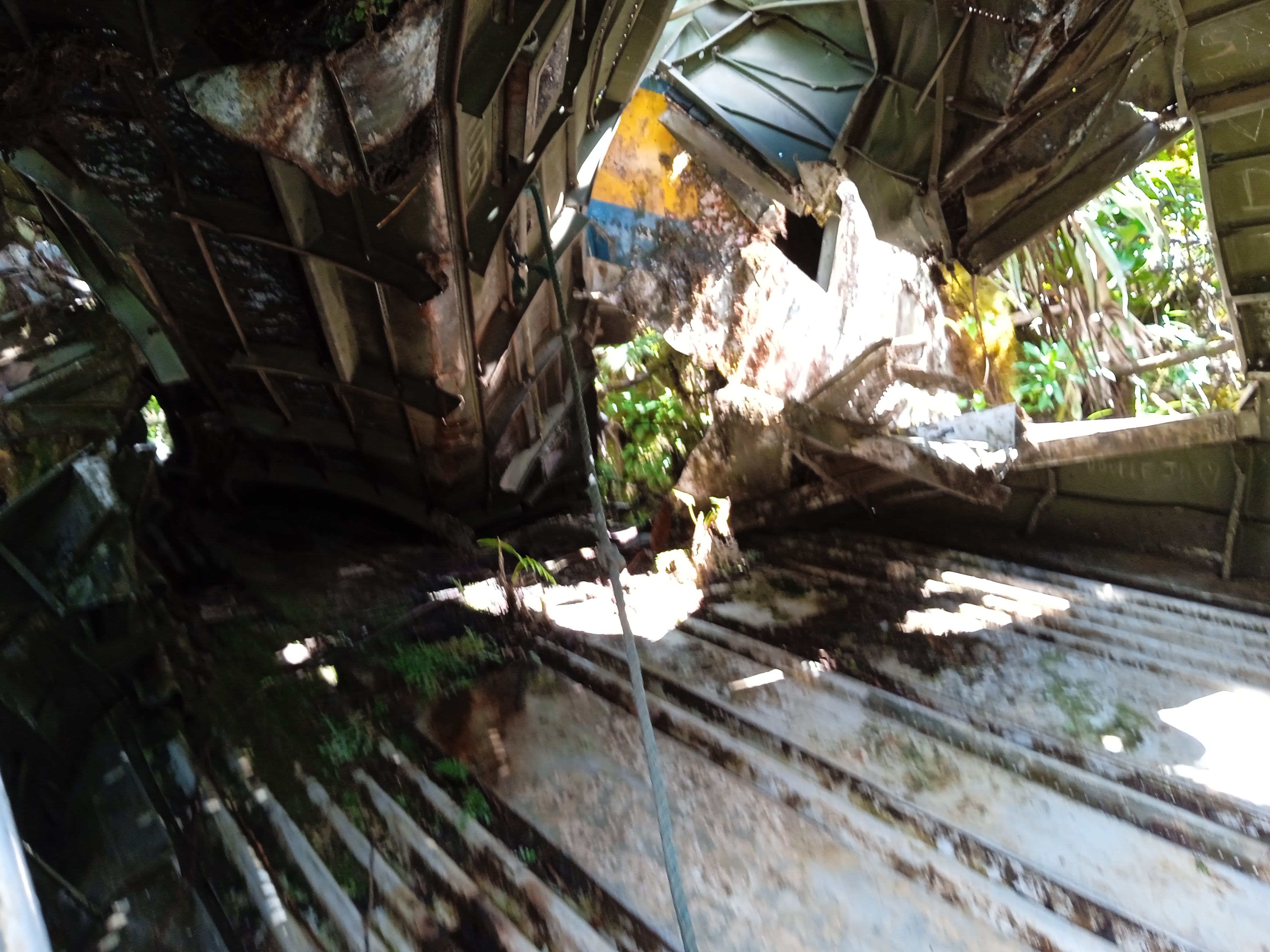
Intérieur de l'épave du Douglas R4D-6 (DC3).